# Валентин (Русанцов)
Митрополит Валенти́н (в миру Анатолий Петрович Русанцов; 3 марта 1939, Белореченск, Краснодарский край — 16 января 2012, Москва) — первоиерарх (предстоятель) и митрополит неканонической (альтернативной) Российской православной автономной церкви. До 7 апреля 1990 года был клириком Московского Патриархата, затем РПЦЗ; 10 февраля 1991 года был рукоположён во епископа архиереями РПЦЗ с титулом «Суздальский и Владимирский», назначен экзархом Архиерейского синода РПЦЗ на территории СССР.
Ещё до окончательного разрыва с РПЦЗ, в марте 1994 года, создал Высшее церковное управление Российской православной церкви.
В 1995 году был запрещён Синодом РПЦЗ; прещений не признал и стал главой Российской православной свободной церкви.
19 февраля 1997 года Архиерейским собором Русской Православной Церкви был извержен из сана.
15 марта 2001 года решением Архиерейского синода РПАЦ возведён в сан митрополита, признан первоиерархом Российской православной автономной церкви.
Автор статей, книг по истории Суздаля, архитектуры.

## Биография
Родился 3 марта 1939 года в городе Белореченске, в Краснодарском крае. Отец умер от фронтовых ран, мать тяжело заболела, в связи с чем мальчик был отдан в детский дом. В 1947 году его взяла на воспитание прихожанка катакомбной церкви Екатерина Буряк, проживавшая в Майкопе.
С 1 декабря 1952 по 1 декабря 1953 годы исполнял обязанности сверхштатного псаломщика церкви святого Давида (Мтацминдский пантеон) в Тбилиси, откуда перешёл на гражданскую работу.
В 1956 году возвратился в Белореченск, а 3 июня послупил в Свято-Успенский мужской монастырь в Одессе, где познакомился с митрополитом Нестором (Анисимовым).

### Служение в Московском патриархате

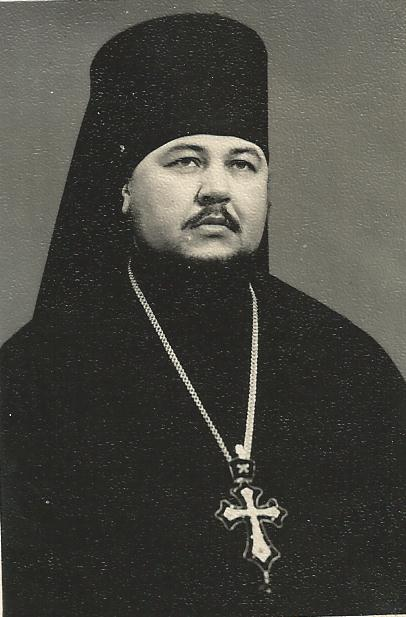
Игумен Валентин. 1969 год

25 октября 1956 года вместе с митрополитом Нестором молодой послушник переехал в Новосибирскую епархию, где был назначен псаломщиком в Свято-Никольскую церковь села Большой Улуй, Ачинского района Красноярского края.
26 апреля 1957 года в Светлый понедельник митрополит Нестор совершил над ним хиротесию в иподиакона и по просьбе самого Анатолия направил его в Свято-Духов монастырь в Вильнюсе, в который он был зачислен 11 июня 1957 года. 24 сентября 1957 года наместником Свято-Духова монастыря архимандритом Сергием он был пострижен в рясофор.
4 июня 1958 году рясофорный послушник Анатолий был уволен из Свято-Духова монастыря, а чуть позднее архимандритом Серафимом (Смыковым) пострижен в монашество с именем Валентин. В том же году принят в клир Ставропольской епархии и 26 октября архиепископом Ставропольским и Бакинским Антонием (Романовским) в Крестовой церкви архиерейских покоев хиротонисан во иеродиакона, а 3 сентября 1961 года — во иеромонаха с назначением вторым священником в город Кизляр.
28 июня 1962 года был назначен настоятелем Успенской церкви города Махачкалы и благочинным приходов на территории Дагестанской АССР. В 1963 году в связи с открытием заочного сектора поступил в первый класс Московской духовной семинарии.
Последующее его служение проходило в Смоленской епархии, где 13 октября 1968 года в Успенском кафедральном соборе епископом Смоленским Гедеоном (Докукиным) он был возведён в достоинство игумена с возложением палицы и назначен настоятелем собора. Позднее вновь служил сначала в Ставропольской, а далее во Владимирской епархиях.
В 1970 году получил диплом об окончании исторического факультета Дагестанского университета. В 1973 году заочно окончил Московскую духовную семинарию.
Первое уголовное дело против Русанцова по обвинению в мужеложестве было возбуждено в 1973 году, когда он служил настоятелем Успенского храма в Махачкале, но тогда покровители в КГБ спешно перевели его в Суздаль на должность настоятеля Казанского храма, где не было священника в течение пяти лет, и приход обслуживался духовенством из Владимира. В 1977 году власти вынудили общину покинуть храм и переместиться в Цареконстантиновский, в течение полугода полностью восстановленный отцом Валентином и мирянами из руин.
Через Совет по делам религий СССР его кураторы в КГБ пытались заставить Патриархию возвести его в сан епископа. 4 апреля 1977 года председателю Совета по делам религий Владимиру Куроедову уполномоченным Совета по Горьковской области Юровым было направлено письмо: «В связи со смертью управляющего Горьковской епархией архиепископа Флавиана (Дмитрюк Ф. И.) прошу Вас рассмотреть вопрос о назначении управляющим епархией настоятеля церкви города Суздаля Владимирской области архимандрита Валентина (Русанцова Анатолия Петровича, 1938 г.р.)».
В 1979 году окончил Московскую духовную академию, защитив кандидатскую работу, посвящённую Священному Преданию в посланиях Апостола Павла.
За годы служения в Московском патриархате был награждён множеством наград: орденом князя Владимира III степени (1977), орденом преподобного Сергия III степени и II степени. Получил около двадцати наград зарубежных патриархатов. За участие в миротворческой деятельности был награждён дважды Почётной грамотой Владимирского областного комитета защиты мира, Почётной грамотой правления Советского фонда мира и шестью почётными медалями Фонда мира. Противники Валентина говорили, что в то время он сотрудничал с КГБ.
В 1987—1988 годах Русанцов проходил по делу № 0543 о педофилах, но дело в отношении него было прекращено. Однако именно за это его и попытался в 1988 году перевести в Покров архиепископ Валентин (Мищук). За отказ подчиниться Валентин (Русанцов) был уволен за штат. Сторонники Валентина (Русанцова) утверждали, что перевод был связан с высказыванием об отсутствии религиозной свободы в Советском Союзе.
Священный синод РПЦ в заседании 25—26 января 1990 года имел «суждение о создавшемся положении в Цареконстантиновском приходе города Суздаля Владимирской епархии в связи с перемещением настоятеля этого прихода архимандрита Валентина (Русанцова)», о чём Синоду докладывали архиепископ Валентин (Мищук), архиепископ Алексий (Кутепов) и протопресвитер Матфей Стаднюк. Синод постановил: «1. Ввиду невозможности принять окончательное решение из-за отсутствия архимандрита Валентина (Русанцова) иметь суждение о сем по его выздоровлении. 2. До окончательного решения Синода приостановить действие указов Преосвященного архиепископа Валентина от 7 декабря 1989 и от 18 января 1990 года без предоставления архимандриту Валентину права служения в данном приходе». В заседании 19—20 февраля 1990 года Синод РПЦ слушал «прошение верующих Владимиро-Суздальской епархии от 10 февраля 1990 года (1327 подписей) в защиту архиепископа Владимирского и Суздальского Валентина; прошение членов исполнительного органа Цареконстантиновского храма г. Суздаля от 27 января 1990 года в защиту архимандрита Валентина (Русанцова)» и другие документы; решение вопроса вновь было отложено ввиду нахождения последнего «на стационарном лечении».

### В РПЦЗ
7 апреля 1990 года архимандрит Валентин и члены суздальской общины официально объявили о выходе из Московского Патриархата; 11 апреля они были приняты в юрисдикцию Русской православной церкви заграницей. 4 октября архимандрит Валентин был назначен экзархом Архиерейского Синода РПЦЗ на территории СССР.
10 февраля 1991 года в храме преподобного Иова Многострадального в Брюсселе состоялась хиротония архимандрита Валентина во епископа Суздальского и Владимирского; хиротонию совершили архиепископ Антоний (Бартошевич), архиепископ Марк (Арндт), епископ Варнава (Прокофьев) и епископ Григорий (Граббе). По словам Глеба Рара, «Я знаю, что, когда в Брюссель для рукоположения прибыл Валентин (Русанцов), архиепископ Марк не хотел в этом участвовать, но его заставили. Митрополит Виталий позвонил ему и приказал участвовать в рукоположении».
Протоиерей Лев Лебедев 9 июля 1991 года на Архиерейском соборе РПЦЗ отмечал, что «Многие верующие как-то не доверяют преосвященному епископу Валентину. <…> верующие довольно активно не желают его иметь своим руководителем. Поэтому ставить его во главе всех приходов в Россіи не следовало бы только по той причине, что там много с ним не согласных».
21 октября 1991 года определением Архиерейского Собора РПЦЗ назначен правящим архиереем с титулом «Суздальский и Владимирский» и управляющим делами Российской православной свободной церкви, с правом организации и приема приходов на территории Российской Федерации.
24 октября 1991 года определением Архиерейского Собора РПЦЗ избран членом Архиерейского Синода РПЦЗ.
Протестовал против контактов епископа Варнавы с праворадикальной организацией «Память»; последовал конфликт с Архиерейским Синодом РПЦЗ. В июле 1993 года был почислен на покой.
В марте 1994 года создал Высшее церковное управление Российской православной церкви.
Зимой 1994 года состоялось временное примирение с Синодом РПЦЗ на Соборе в Лесненской обители. Перемирие продлилось недолго и в феврале 1995 года на Русанцова были наложены прещения. В связи с этим в июне 1995 года он восстанавливает Временное Высшее церковное управление Российской церкви под руководством архиепископа Лазаря (Журбенко). Также было приняло решение о прекращении административного и канонического подчинения Архиерейскому Синоду РПЦЗ.

### РПАЦ
Решением ВВЦУ под председательством архиепископа Лазаря (Журбенко), епископу Валентину был усвоен титул архиепископа.
В 1996 году был создан Архиерейский синод Российской православной свободной церкви.
5 сентября 1996 года Архиерейский Собор РПЦЗ определил «подтвердить запрещение Епископа Валентина, бывшего Суздальского и Владимирскаго, которое было принято на заседании Архиерейского Синода РПЦЗ от 9/22 февраля 1995 г.». 10 сентября 1996 года решением Архиерейского Собора РПЦЗ епископ Валентин был лишён сана.
19 февраля 1997 года Архиерейским Собором Русской православной церкви был извержен из сана, вместе с архимандритом Адрианом (Стариной) и игуменом Иоасафом (Шибаевым).
15 марта 2001 года решением Архиерейского Синода РПАЦ архиепископу Валентину присвоен титул митрополита с правом ношения двух панагий.
В апреле 2004 года в штате Колорадо в Кардиологическом центре перенёс операцию по аортокоронарному шунтированию.
Вечером 13 октября 2005 года был избит неизвестными, проникшими в Синодальный дом РПАЦ в Суздале. Злоумышленники завернули в ковёр 66-летнего священнослужителя, который потерял сознание в результате ударов по голове, и заклеили скотчем его рот. В результате побоев митрополит Валентин получил гематому головы, вывих или перелом нижней челюсти и многочисленные повреждения кожных покровов. 27 октября того же года вылетел из Москвы в Швейцарию на лечение в сопровождении Михаила Ардова. 15 декабря он вернулся в Москву, а на следующий день приехал в Суздаль.
6 февраля 2006 года перенёс хирургическую операцию по поводу некроза костей стопы, развившегося на фоне сахарного диабета. Ему были ампутированы большой палец левой ноги с частью кости стопы.

## Судебные процессы
29 мая 2001 года бывший клирик РПАЦ Андрей Осетров с группой своих последователей, запрещённых в священослужении, подготовил видеофильм, состоявший из высказываний разных клириков РПЦ и мирян Суздаля в адрес Валентина (Русанцова), которые Осетров снабжал своими комментариями, говоря о фактах содомии Валентина (Русанцова) с несовершеннолетними. Фильм был передан в местное управление ФСБ, Владимирское епархиальное управление МП и мэру Суздаля.
29 мая 2001 года против митрополита Валентина возбуждено уголовное дело. Ему было предъявлено обвинение по ст. 132 Уголовного кодекса (насильственные действия сексуального характера), 133-й (понуждение к действиям сексуального характера) и 151-й (вовлечение несовершеннолетних в совершение антиобщественных действий).
3 сентября того же года в Центральном Доме журналиста была проведена пресс-конференция «Кто и за что хочет арестовать митрополита Суздальского Валентина (Русанцова)?», которую организовали Архиерейский синод РПАЦ, Суздальское епархиальное управление и Православное братство Святого Апостола Иакова, брата Господня.
7 февраля 2002 года Суздальский районный суд открыл слушания по делу Валентина. Судебный процесс вызвал пристальное вниманию прессы. В газетных публикациях и телевизионных репортажах на каналах «ТВ Центр» и НТВ сообщались материалы журналистских расследований. Обозреватель газеты «Совершенно секретно» Лариса Кислинская в статье «В постели с митрополитом» писала, что Валентин (Русанцов) на протяжении всей жизни практиковал гомосексуальные отношения, регулярно втягивая в них несовершеннолетних.
На суде митрополит Валентин заявил о своей невиновности и утверждал, что дело против него сфабриковано и что он намерен обжаловать приговор.
На суде часть обвинений не нашла подтверждения. В итоге 23 августа 2002 года Анатолий Русанцов был приговорён к четырём годам и трём месяцам лишения свободы условно с испытательным сроком два года по статьям 132 («насильственные действия сексуального характера») и 133 («понуждение к насильственным действиям сексуального характера») Уголовного кодекса. 17 декабря 2002 года лишён звания почётного гражданина города Суздаля.
3 марта 2004 года Суздальский районный суд вынес постановление: «Отменить условное осуждение Русанцова А. П. (Митрополита Валентина), назначенное приговором Суздальского районного суда от 23 августа 2002 года, …и снять с осуждённого Русанцова А. П. судимость».
В 2006 году Росимущество предъявило претензии к «Суздальской епархии»; вынесенные в феврале 2009 года судебные решения по всем суздальским храмам, бывшим предметом иска территориального управления Росимущества по Владимирской области, были не в пользу РПАЦ; апелляции последней были отклонены.
5 ноября 2009 года было рассмотрено административное дело о «самоуправстве», возбуждённое 15 октября против Валентина (Русанцова) по обвинению в нарушении статьи 19 п. 1 КоАП РФ. Владимирское теруправление усмотрело в его действиях посягательство на архитектурную целостность храмового комплекса. Мировой судья вынес решение не налагать на обвиняемого штрафных санкций. Ему было вынесено предупреждение.
Одним из конфликтов с РПЦЗ был также имущественный спор. По заявлению представителей РПЦЗ, Русанцов, будучи секретарём Синода, самостоятельно взял ключ от подвала Русской церкви в Ницце и без разрешения вывез всё находившееся имущество в Суздаль, при этом нарушая также и законодательство России. В подвалах находился «Музей Белого воина», а также большое количество православных икон и святынь, которые поместила туда Екатерина Фишер из закрытого ею Дома отдыха Белого Воина. По свидетельству Русанцова, разрешение он получил не от церковного начальства, а от самой Фишер. Музей был частично разворован служившими молодыми «священниками», некоторые из которых были замечены в наркологической зависимости. На данный момент коллекция музея и икон передана в местный краеведческий музей.

## Смерть и похороны

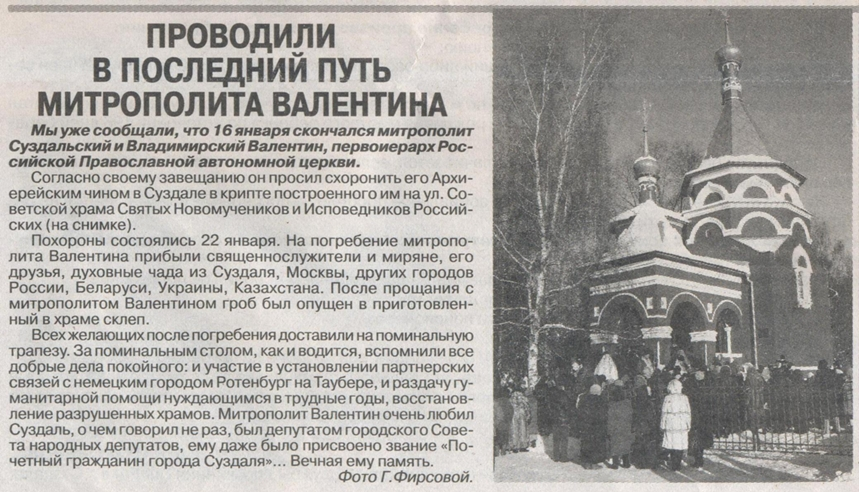
Статья из суздальской газеты

15 января 2012 года прибыл в Москву, где планировал пройти очередное обследование по поводу сахарного диабета, которым страдал более двадцати лет. Утром 16 января он почувствовал себя плохо и попросил протодиакона Димитрия Карпенко разогреть машину, чтобы ехать в больницу на плановую госпитализацию. Когда протодиакон вернулся в квартиру, где остановился митрополит, тот уже был мёртв. По официальному медицинскому заключению смерть произошла «от прогрессирующей сердечной недостаточности, постинфарктного кардиосклероза и сахарного диабета тяжелого течения».
Вечером 17 января гроб с телом покойного был доставлен в храм Царя-мученика Николая и всех Новомучеников Российских на Головинском кладбище города Москвы, а 18 января, после литургии, останки были перевезены в город Суздаль, где размещены для прощания верующих в Иверском синодальном храме.
19 января глава администрации города Суздаля Ольга Гусева, направив соболезнование в связи со смертью предстоятеля РПАЦ, напомнила, что «единственным действующим и разрешённым местом для захоронения тел усопших является Знаменское кладбище», однако «с учётом статуса усопшего митрополита Валентина, его заслуг перед обществом и жителями города» администрация «предполагает возможность обеспечить» его погребение в часовне у Знаменского кладбища города Суздаля, принадлежащей РПАЦ.
22 января после литургии в Иверском синодальном храме гроб с телом покойного был погребён, согласно воле покойного, у южной стены храма новомучеников и исповедников российских (в нижнем храме, освящённом в честь святой мученицы Татианы) в новом микрорайоне Суздаля.

## Награды
- Крест с украшениями (1969)
- Грамота патриаршего местоблюстителя митрополита Пимена (Извекова) (1970)
- Орден святого равноапостольного великого князя Владимира III степени (15 марта 1977, «во внимание к церковным заслугам»)
- Совершение Божественной Литургии при открытых царских вратах до «Отче наш» (26 августа 1977)
- Орден преподобного Сергия Радонежского III степени (1981)
- Орден преподобного Сергия Радонежского II степени (1982)
- Благословенная архипастырская грамота (1983)
- Второй крест с украшениями (1986)